# Менеджмент у часи війни
Менеджмент у часи війни. Лідерство, ефективність та життєстійкість — бестселер українського державного діяча Костянтина Кошеленка. Книга видана у 2024 році. У травні 2025 року німецькомовна версія книги була видана у Швейцарії. Це видання є збіркою інструментів та ідей, спрямованих на підтримку продуктивності, розвиток команди та відданість цінностям в умовах хаосу під час війни. Книга також була видана англійською мовою під назвою «Management in Times of War. Leadership Examples from Ukraine's Government and Private Sector».

## Огляд
Книга концентрується на управлінні в умовах екстремальних криз, зокрема під час російського вторгнення в Україну. Книга містить інструменти та концепції автора щодо підтримки продуктивності, розвитку команди та дотримання власних цінностей в умовах нестабільності. Кошеленко базує свої роздуми на досвіді управління цифровою трансформацією соціальної сфери в Україні під час війни.
Крім Костянтина Кошеленка, своїм досвідом,  здобутим у кризових ситуаціях, діляться 40 менеджерів з України та інших країн, які працюють у сферах логістики, державного управління, банківського сектору, інформаційних технологій, страхування, охорони, спорту та торгівлі. Серед них партнер Resilience Institute Алексія Мікельс; голова правління банку “Південний” Алла Ванецьянц; генеральний директор Укрпошти Ігор Смілянський, викладач The Wharton School, співавтор Harvard Business Review і Fast Company — Грег Сателл; спеціаліст з питань безпеки та оборони та викладач Єльського університету — Лорен Янг; автор, консультант і викладач курсу «Лідерство та людська логіка» Каліфорнійського університету та Києво-Могилянської бізнес-школи — Ян Дірк Герцема; генеральний менеджер Lugera Ukraine Анастасія Шевченко; заступник голови ради Hamilton Health Sciences Андреа МакКіні; інвестор і бізнес-консультант Андреас Кеслер; литовсько-американський бізнесмен Арвідас Шяудвітіс; голова ради @AI&DATA Арно Контіваль; співзасновник Crowe Erfolg Артем Ковбель; Cyber Policy Center Стенфордського університету Чарльз Мок; віцепрезидент GreenSlate Кріс Андерсон; коуч трансформації для лідерів Дайва Плат; директор Derson Capita Дерек Елдер; власник книгарні Readeat Дмитро Феліксов; засновник "Шериф” Дмитро Стрижов; МВА, член правління ПриватБанк Євген Заіграєв; директор Scania Україна Хакан Джайд; власник та документаліст мікромедіа YAKTYTAM Ганна Бобіно; директор з розвитку бізнесу UINNO Ганна Олейнік; соціальний працівник, музикант та автор Хаакон Уеланд; генеральний директор та підприємець Джейсон Фудман; "Top Voice" на тему менеджменту LinkedIn Джек МакКісен; голова Cullen International Жан Кален;  ІТ-директор Omring Жерон ван Зельст; Race-director, Run Ukraine Іван Третьяков; ментор LinkedIn для бізнесу Ігор Ніколенко; співзасновник Zirkova Vodka Катерина Веллінга; керуючий директор та консультант Майк Нікольс; акціонерка «Арсенал страхування» Марина Авдеєва; data scientist Al Lead Марін Маркус; Chief Data Officer Мартін Веспер; засновник Dandy People Мія Колмодін; міністерка соціальної політики України Оксана Жолнович; засновник "BILUX" Олег Литвинов; засновник видавництва “Кінцевий бенефеціар" Роман Кузюк; засновниця мережі магазинів Тетяна Яшкіна та директор з маркетингу Run Ukraine Вікторія Веремієнко. Книга пропонує практичні поради щодо використання управлінських практик у складних обставинах з обмеженими ресурсами.

## Відгуки
Книгу позитивно оцінили Олександр Новіков, голова Національного агентства з питань запобігання корупції; Ян Бреммер, президент Eurasia Group та американський політолог; Деніел Ф. Рунде, автор книги «Американський імператив: Відновлення глобального лідерства через м'яку силу» та старший віцепрезидент Центру стратегічних та міжнародних досліджень; Девід Роджерс, провідний світовий експерт з цифрової трансформації та автор книги «Дорожня карта цифрової трансформації».
«Хороша і цікава книга. Її сильна сторона в тому, що вона додає перспективу, яка втілена і підсумована в назві. Вона перегукується і підсилює багато з того, що я викладаю в The Open University Business School та тим, що я відчуваю в управлінні великою командою (хоча і в країні, яка не перебуває у стані війни), а також тим, чого мене вчили, коли я отримував ступінь MBA. У цьому сенсі книжка буде цікава як практикам, так і студентам, які вивчають менеджмент. Вона додає цінності, оскільки лідерство має величезний контекстуальний аспект і вимагає глибокого обговорення під час війни — ця книга поповнює багаж знань і є чудовим внеском автора». — Антоніо Гарсія, викладач Open University, колишній офіцер армії в Національних силах оборони Південної Африки та співавтор книги “Number 788”.
«Під час кризи все неважливе відсіюється, і залишається тільки те, що дійсно має значення. ‘Менеджмент у часи війни’ майстерно відображає, як українські лідери використали цей підхід Есенціалізму, щоб піднятися над труднощами. Вони не обирали обставини, але обрали свою реакцію, демонструючи свою звичну стійкість та цілеспрямованість. З розвитком війни ці лідери повинні продовжувати змінюватись. Ця книга чудово ілюструє, куди можуть йти лідери далі». — Грег Маккеон, автор двох бестселерів NYT, «Есенціалізм» та «Без зусиль»

## Зовнішні посилання
- Менеджмент у часи війни